# Лоран дос Сантос
Лоран дос Сантос (фр. Laurent Dos Santos, нар. 21 вересня 1993, Монморансі) — французький футболіст, півзахисник клубу «Валансьєн».

## Ігрова кар'єра
У дорослому футболі дебютував 2010 року виступами за другу команду клубу «Генгам», в якій провів три сезони. До складу головної команди «Генгама» почав залучатися 2013 року, а вже наступного року виграв у її складі розіграш Кубка Франції. Загалом встиг відіграти за основну команду з Генгама 23 матчі в національному чемпіонаті.

## Досягнення
- Володар Кубка Франції: 2013/14